# Callistege
Euclidia là một chi bướm đêm thuộc họ Erebidae. Nó được xem là một phân chi của Euclidia hoặc chi riêng biệt tùy theo một số học giả.

## Các loài
- Euclidia costimacula Cockayne 1951
- Euclidia cuncleata Lenzen 1944
- Euclidia desagittata Lempke, 1966
- Euclidia diagonalis Dyar, 1898
- Euclidia explanata Rebel, 1908
- Euclidia fortalitum Tauscher, 1809
- Euclidia futilis Staudinger, 1897
- Euclidia insulata Klemensiewicz, 1929
- Euclidia intercalaris Grote, 1882 (=Euclidia dyari)
- Euclidia mi Clerck, 1759
- ?Euclidia obscura Lempke, 1949
- Euclidia oranensis Rothschild, 1920
- Euclidia regia Staudinger, 1888
- Euclidia suffusa Warren, 1913
- Euclidia triangula Barnes & McDunnough, 1918
- ?Euclidia vitiosa